# Dakhla Atlantique
Dakhla Atlantique est un futur port commercial marocain en eau profonde qui sera érigé sur le site de Ntirift à 70 km au nord de Dakhla, au Sahara occidental, territoire disputé et non autonome selon l'ONU.
Le roi Mohammed VI en annonce la construction le 6 novembre 2015 dans son discours à la Nation à l'occasion du 40e anniversaire de la Marche Verte. Le coût initial estimé de ce nouveau port s'élèvera à six milliards de Dirhams. L'étude de faisabilité technico-économique du Port de Dakla Atlantique est bouclée. L'étude de conception a démarré et devrait être
achevée en 2017, l'étude géotechnique sera lancée en 2016, dès définition du plan de masse du port. Ce nouveau port de Dakhla sera érigé volontairement à 70 km au nord de l'ancien port de cette ville afin de garantir un meilleur tirant d'eau et d'éviter la zone sud qui est disposée sous forme de fjord.
Le port de Dakhla Atlantique fait partie de la stratégie portuaire 2030 établie par le ministère du transport marocain,. À terme le port de Dakhla Atlantique est censé venir conforter les échanges commerciaux africains en connectant par la route les principaux ports atlantiques situés au nord de l'équateur notamment Abidjan, Dakar, Nouakchott et Casablanca. Le port de Dakhla Atlantique sera situé à 1 500 km de Casablanca et à 1 300 km de Dakar.
Le schéma initial du port de Dakhla Atlantique porte sur l'accomplissement d'une digue principale de 2 800 mètres, d'une digue secondaire de 600 m, d'un quai de commerce de 800 m, d'un quai de pêche hauturière de 1 500 m, d'un bassin de 39 hectares. Afin de mieux connecter ce port à la voie express Dakhla-Tiznit en projet au-delà de Tiznit une voie express vers Agadir est en cours de parachèvement.
Le coût des travaux avoisine les dix milliards de MAD (soit un peu plus d'un milliard de USD).

## Zone d'influence
Le port de Dakhla Atlantique a pour ambition de faciliter les échanges nord sud, il sera relié a Casablanca par une voie express aux normes internationales ainsi qu'une ligne de chemin de fer classique. Les nouvelles infrastructures de transport terrestres permettront au port de Dakhla Atlantique d'être complémentaire aux ports de Laayoune et Nouakchott voisins et de contribuer ainsi à désenclaver davantage les pays du Sahel.

## Activité
L'activité prévisionnelle du port de Dakhla Atlantique porte sur un trafic de un million de tonnes de produits de la mer, de 2,2 millions de tonnes de produits divers et de 100 miles EVP. L'objectif du port de Dakhla Atlantique est de traiter localement dans des complexes halieutiques dans la région de Dakhla 80 % de la pêche débarquée et d'en exporter 700 000 tonnes par an.